# Dark Side (canción de R5)
«Dark Side» es una canción interpretada por la banda estadounidense R5, incluida en su segundo álbum de estudio Sometime Last Night, de 2015. Ross, Riker, Rocky Lynch, Brigitte Guitart y Ellington Ratliff escribieron la canción, y Matt Wallace y Rocky la produjeron.

## Antecedentes y lanzamiento
En una entrevista con Billboard, Ross dijo que «Dark Side» fue la primera canción en ser escrita para el álbum, y sirvió como inspiración a la banda para seguir componiendo el resto de canciones; sobre ello mencionó: «Creo que fue en ese momento que nos dimos cuenta de que en realidad tenemos la capacidad y el conjunto de habilidades para acabar de escribir todo el disco». Él mencionó que el riff de guitarra funk provino de una línea de bajo de Rocky, mientras que el grupo añadió un poco de sintetizador. Los integrantes del quinteto —a excepción de Rydel— escribieron la canción, y Matt Wallace y Rocky la produjeron.
El 1 de febrero de 2016, Hollywood Records publicó «Dark Side» como quinto sencillo de Sometime Last Night. Riker comentó que querían que la canción fuera sencillo desde el lanzamiento del álbum: «Todos en nuestro equipo, nuestros amigos, nuestros fanáticos, todo el mundo nos decía, "tienen que hacer sencillo a 'Dark Side'". A todos nos gusta, y sabemos que es un favorito de los fanáticos, por lo que resultó muy bien».

## Recepción crítica
«Dark Side» recibió reseñas positivas por parte de los críticos. Jamey Beth del Breakaway Daily reconoció que la canción da un «nivel más profundo de honestidad y carácter real» en su letra. Tim Sendra de Allmusic indicó que sonaba «suelto» y parecía algo de «disco retro». Por su parte, Gary Graff de Billboard mostró su agrado por la dirección funk del tema. Asimismo, lo comparó con la música de Michael Jackson y lo destacó como uno de los mejores del álbum. Haris de Creative Disc mencionó que a diferencia del título, la canción es «brillante y alegre» y te conduce al «espíritu pop de la diversión».

## Vídeo musical
El vídeo de «Dark Side» fue publicado el 10 de marzo de 2016 y dirigido por los mismos miembros de la banda. El clip fue grabado con una cámara GoPro y muestra algunos conciertos del Sometime Last Night Tour (2015-16), detrás de escenas y a la banda con sus fanáticos. Ross dijo que decidieron no grabar el vídeo en un estudio, ya que querían mostrar su propio concepto.